# Culicoides humeralis
Culicoides humeralis är en tvåvingeart som beskrevs av Toyohi Okada 1941. Culicoides humeralis ingår i släktet Culicoides och familjen svidknott. Inga underarter finns listade i Catalogue of Life.